# Koalicja SLD-PSL
Koalicja SLD-PSL – centrolewicowa koalicja rządowa powstała po zwycięskich dla Sojuszu Lewicy Demokratycznej wyborach parlamentarnych z dnia 19 września 1993. Koalicja przetrwała kadencję, lecz zakończyła działalność po przegranych wyborach parlamentarnych w 1997.

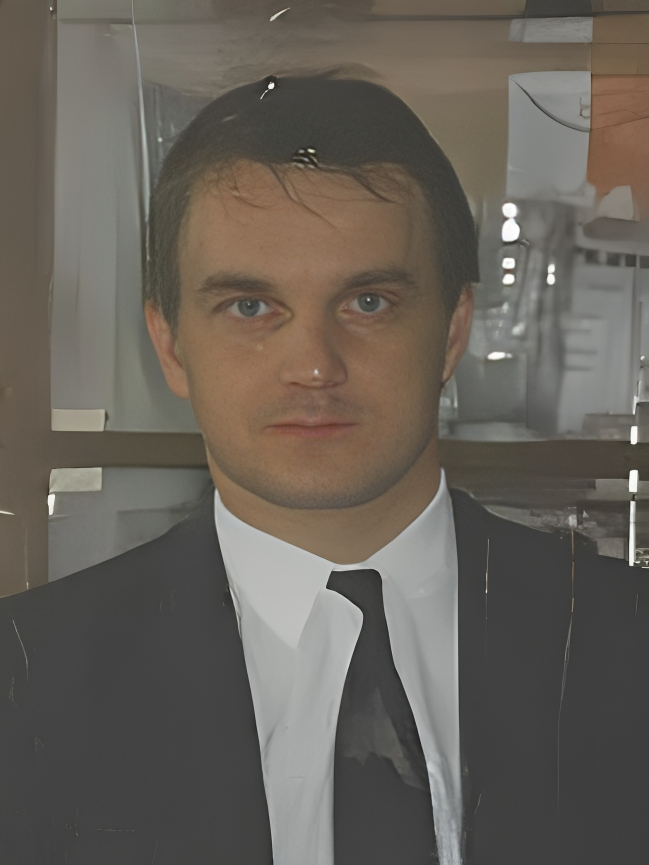
Waldemar Pawlak – premier z ramienia PSL w latach 1993–95

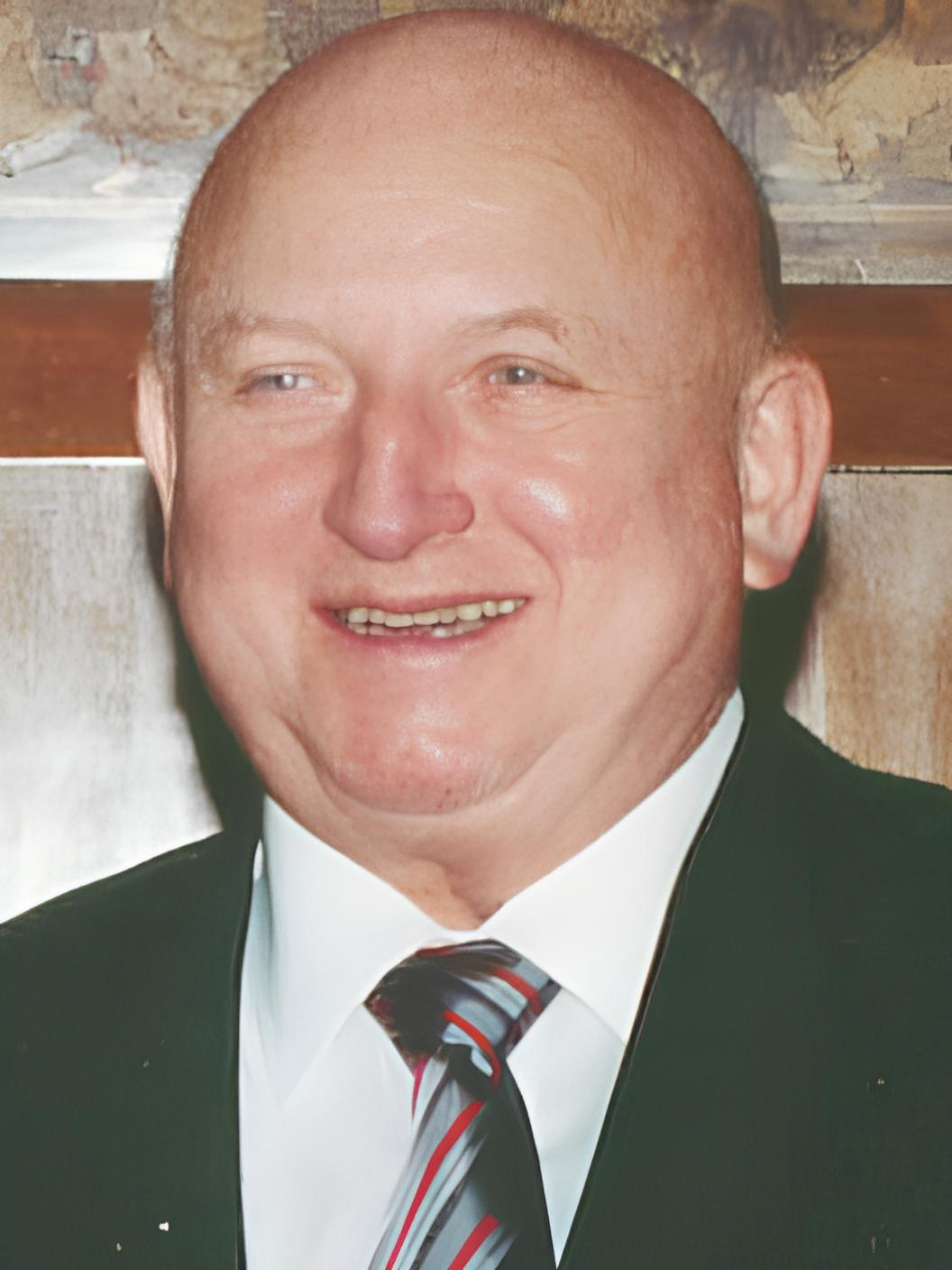
Józef Oleksy – premier z ramienia SLD w latach 1995–96, w latach 1996–97 lider SLD/SdRP

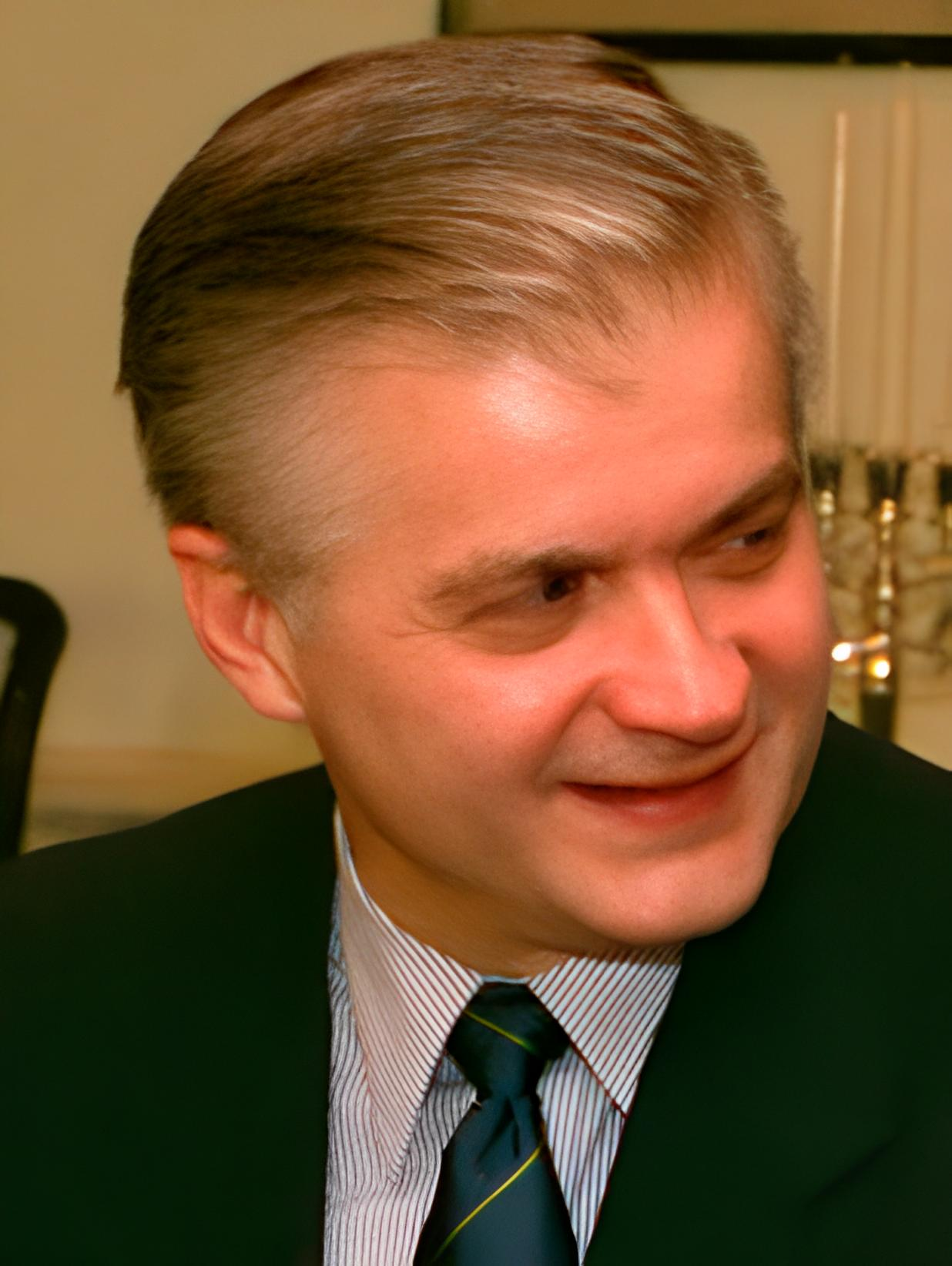
Włodzimierz Cimoszewicz – premier z ramienia SLD w latach 1996–97

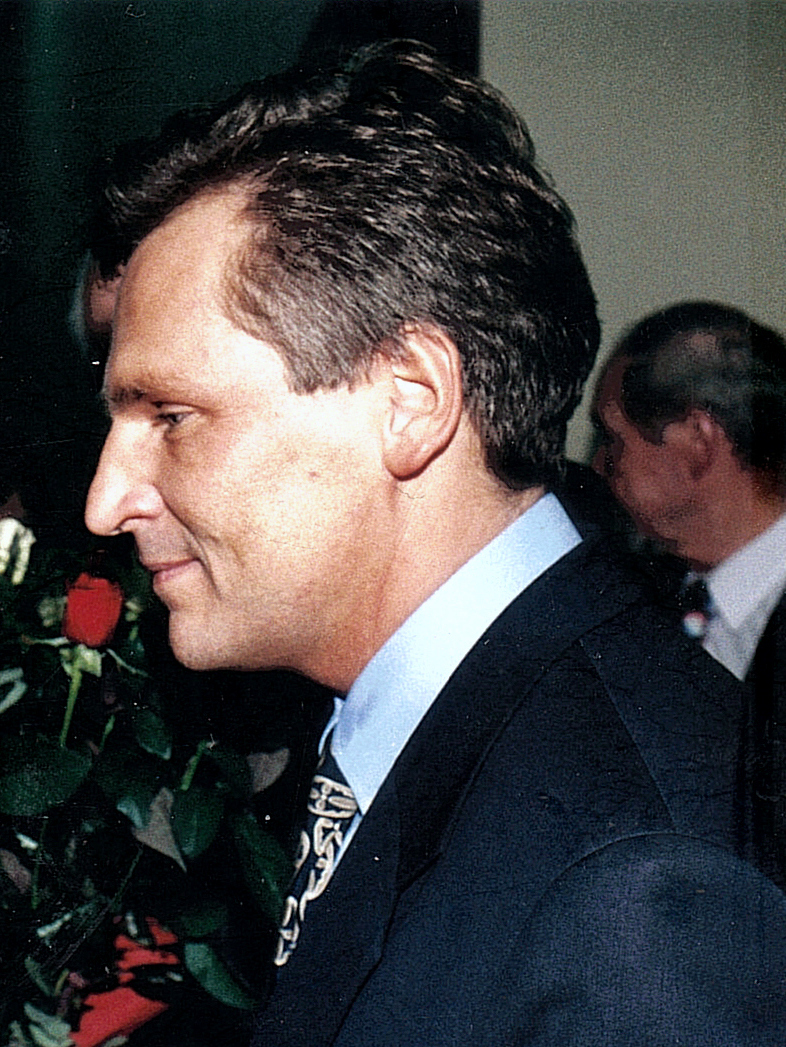
Aleksander Kwaśniewski – lider SLD/SdRP w latach 1990–96 (23 grudnia 1995 r. objął urząd Prezydenta RP)

## Funkcjonowanie koalicji
Utworzenie rządu centrolewicowego wydawało się prawdopodobne już bezpośrednio po wyborach, zważywszy na dobry wynik Polskiego Stronnictwa Ludowego. Koalicja SLD z PSL gwarantować miała większość parlamentarną opartą na współpracy sił postkomunistycznych, była w stanie odrzucić weto prezydenckie. Po rokowaniach koalicyjnych na premiera wysunięto kandydaturę Waldemara Pawlaka.
Uchwałą Sejmu z 10 listopada 1993 Rada Ministrów pod przewodnictwem Waldemara Pawlaka otrzymała wotum zaufania. Za jego udzieleniem głosowało 310 posłów, przeciw opowiedziało się 83. 24 posłów wstrzymało się od głosu. Większość bezwzględna konieczna do uzyskania wotum zaufania wynosiła 224 głosy.
14 października Marszałkiem Sejmu został Józef Oleksy. 26 października na stanowisko Marszałka Senatu powołano Adama Struzika. Tego samego dnia zaprzysiężony rząd Waldemara Pawlaka.
Rząd podał się do dymisji 1 marca 1995 w wyniku sporów między koalicjantami, kryzysów personalnych oraz działań politycznych prezydenta Lecha Wałęsy. W wyniku zmian w umowie koalicyjnej premierem z ramienia koalicji został Józef Oleksy. Nowy premier uzyskał wotum zaufania od sejmu głosami koalicji rządowej. Sprawował swoją funkcję do 26 stycznia 1996. Rząd Józefa Oleksego podał się do dymisji 26 stycznia 1996, w wyniku wszczęcia przez Prokuraturę Wojskową śledztwa wobec zarzutów stawianych premierowi o współpracę z rosyjskim wywiadem przez Andrzeja Milczanowskiego. Jego następcą został Włodzimierz Cimoszewicz. Za czasów rządu Włodzimierza Cimoszewicza miała miejsce powódź tysiąclecia. Jedną z najważniejszych reform koalicji SLD-PSL była tzw. reforma centrum likwidująca tzw. ministerstwa branżowe i powołująca resorty odpowiadające potrzebom gospodarki rynkowej. Pod rządami tej koalicji sejm uchwalił też ustawę z dnia 28 sierpnia 1997 r. o organizacji i funkcjonowaniu funduszy emerytalnych, wprowadzającą otwarte fundusze emerytalne.
Wszystkie rządy lewicowej koalicji SLD-PSL pracowały również z innymi ugrupowaniami nad projektem konstytucji uchwalonej 2 kwietnia 1997 roku przez Zgromadzenie Narodowe.

## Rząd Waldemara Pawlaka w dniu zaprzysiężenia
- Waldemar Pawlak (PSL) – prezes Rady Ministrów
- Marek Borowski (SLD) – wiceprezes Rady Ministrów, minister finansów
- Włodzimierz Cimoszewicz (SLD) – wiceprezes Rady Ministrów, minister sprawiedliwości, prokurator generalny
- Aleksander Łuczak (PSL) – wiceprezes Rady Ministrów, minister edukacji narodowej

Ministrowie rządu:
- Wiesław Kaczmarek (SLD) – minister przekształceń własnościowych
- Andrzej Olechowski (BBWR) – minister spraw zagranicznych
- Kazimierz Dejmek (PSL) – minister kultury i sztuki
- Piotr Kołodziejczyk – minister obrony narodowej
- Andrzej Śmietanko (PSL) – minister rolnictwa i gospodarki żywnościowej
- Stanisław Żelichowski (PSL) – minister ochrony środowiska, zasobów naturalnych i leśnictwa
- Leszek Miller (SLD) – minister pracy i polityki socjalnej
- Andrzej Milczanowski – minister spraw wewnętrznych
- Witold Karczewski (SLD) – przewodniczący Komitetu Badań Naukowych
- Bogusław Liberadzki (SLD) – minister transportu i gospodarki morskiej
- Lesław Podkański (PSL) – minister współpracy gospodarczej z zagranicą
- Ryszard Jacek Żochowski (SLD) – minister zdrowia i opieki społecznej
- Barbara Blida (SLD) – minister gospodarki przestrzennej i budownictwa
- Marek Pol (UP) – minister przemysłu i handlu
- Andrzej Zieliński (SLD)– minister łączności
- Mirosław Pietrewicz (PSL) – kierownik Centralnego Urzędu Planowania
- Michał Strąk (PSL) – minister, szef Urzędu Rady Ministrów

## Rząd Józefa Oleksego w dniu zaprzysiężenia
Skład rządu:
- Józef Oleksy (SLD) – prezes Rady Ministrów
- Roman Jagieliński (PSL) – wiceprezes Rady Ministrów, minister rolnictwa i gospodarki żywnościowej
- Grzegorz Kołodko (SLD) – wiceprezes Rady Ministrów, minister finansów
- Aleksander Łuczak (PSL) – wiceprezes Rady Ministrów, minister nauki, przewodniczący Komitetu Badań Naukowych

Ministrowie rządu:
- Ryszard Czarny (SLD) – minister edukacji narodowej
- Wiesław Kaczmarek (SLD) – minister przekształceń własnościowych
- Władysław Bartoszewski – minister spraw zagranicznych
- Kazimierz Dejmek (PSL) – minister kultury i sztuki
- Zbigniew Okoński (bezpartyjny) – minister obrony narodowej
- Stanisław Żelichowski (PSL) – minister ochrony środowiska, zasobów naturalnych i leśnictwa
- Leszek Miller (SLD) – minister pracy i polityki socjalnej
- Andrzej Milczanowski – minister spraw wewnętrznych
- Jerzy Jaskiernia (SLD) – minister sprawiedliwości, prokurator generalny
- Bogusław Liberadzki (SLD) – minister transportu i gospodarki morskiej
- Jacek Buchacz (PSL) – minister współpracy gospodarczej z zagranicą
- Ryszard Jacek Żochowski (SLD) – minister zdrowia i opieki społecznej
- Barbara Blida (SLD) – minister gospodarki przestrzennej i budownictwa
- Klemens Ścierski (PSL) – minister przemysłu i handlu
- Andrzej Zieliński (SLD) – minister łączności
- Mirosław Pietrewicz (PSL) – kierownik Centrowanego Urzędu Planowania
- Marek Borowski (SLD) – minister, szef Urzędu Rady Ministrów

## Rząd Włodzimierza Cimoszewicza w dniu zaprzysiężenia
Skład rządu przed reformą „Centrum” od 7 lutego 1996 do 31 grudnia 1996:
- Włodzimierz Cimoszewicz (SLD) – prezes Rady Ministrów
- Roman Jagieliński (PSL) – wiceprezes Rady Ministrów, minister rolnictwa i gospodarki żywnościowej
- Grzegorz Kołodko (SLD) – wiceprezes Rady Ministrów, minister finansów
- Mirosław Pietrewicz (PSL) – wiceprezes Rady Ministrów, kierownik Centralnego Urzędu Planowania

Ministrowie rządu przed reformą „Centrum” od 7 lutego 1996 do 31 grudnia 1996:
- Jerzy Wiatr (SLD) – minister edukacji narodowej
- Wiesław Kaczmarek (SLD) – minister przekształceń własnościowych
- Dariusz Rosati (SLD) – minister spraw zagranicznych
- Zdzisław Podkański (PSL) – minister kultury i sztuki
- Stanisław Dobrzański (PSL) – minister obrony narodowej
- Stanisław Żelichowski (PSL) – minister ochrony środowiska, zasobów naturalnych i leśnictwa
- Andrzej Bączkowski (bezpartyjny) – minister pracy i polityki socjalnej (zmarł 7 listopada 1996)
- Zbigniew Siemiątkowski (SLD) – minister spraw wewnętrznych
- Leszek Kubicki (SLD) – minister sprawiedliwości, prokurator generalny
- Bogusław Liberadzki (SLD) – minister transportu i gospodarki morskiej
- Jacek Buchacz (PSL) – minister współpracy gospodarczej z zagranicą, od 4 września 1996 do 1 października 1996 vacat
- Ryszard Jacek Żochowski (SLD) – minister zdrowia i opieki społecznej
- Barbara Blida (SLD) – minister gospodarki przestrzennej i budownictwa
- Klemens Ścierski (PSL) – minister przemysłu i handlu
- Andrzej Zieliński (SLD) – minister łączności
- Aleksander Łuczak (PSL) – minister nauki, przewodniczący Komitetu Badań Naukowych
- Leszek Miller (SLD) – minister, szef Urzędu Rady Ministrów